# Illja Mate
Illja Mate, född den 6 oktober 1956 i Donetsk, Ukrainska SSR, Sovjetunionen är en sovjetisk brottare som tog OS-guld i tungviktsbrottning i fristilsklassen 1980 i Moskva. 